# Janusz Górski (zootechnik)
Janusz Górski (ur. 1939 w Nowosielcu) – polski zootechnik, wieloletni wykładowca Wyższej Szkoły Rolniczo-Pedagogicznej, a następnie Akademii Podlaskiej w Siedlcach.

## Życiorys
W latach 1959–1961 studiował w Studium Wychowania Fizycznego w Płocku. W latach 1962–1967 studiował na Wydziale Zootechnicznym SGGW, gdzie m.in. uczestniczył w seminariach prowadzonych przez profesora Franciszka Staffa oraz obronił pracę magisterską pt. Szkodliwość amoniaku dla palczaków sandacza w Katedrze Ichtiobiologii i Rybactwa. W roku szkolnym 1968/69 pracował jako nauczyciel przedmiotów zawodowych w technikum rolniczym w Skępem. W latach 1969–1973 odbył studia doktoranckie zakończone obroną dysertacji doktorskiej pt. Charakterystyka umięśnienia kurcząt przeznaczonych do produkcji brojlerów. Pracę doktorską wykonał pod kierunkiem prof. Ewy Potemkowskiej. Jeszcze przed obroną doktoratu podjął pracę w Wojewódzkim Ośrodku Postępu Rolniczego w Bratoszewicach jako zastępca kierownika Działu Produkcji Zwierzęcej i jednocześnie kierownik Sekcji Drobiarskiej. Pracował tam do 1977 roku i w dowód uznania otrzymał nagrodę Prezydenta Miasta Łodzi i Ministra Rolnictwa. 
1 grudnia 1977 r. podjął pracę  w Wyższej Szkole Rolniczo-Pedagogicznej w Siedlcach na stanowisku adiunkta, a od 1978 roku Kierownika Zakładu Hodowli Drobiu, którym był do 2007 roku. W zakładzie tym był pierwszym nauczycielem akademickim. Od 2007 r. pracował w Katedrze Metod Hodowlanych, Hodowli Drobiu i Małych Przeżuwaczy na siedleckiej uczelni. W 1983 r. odbył kilkumiesięczny staż naukowy w Holandii, w czasie którego przebywał m.in. na uniwersytecie w Wageningen.
W 1989 r. Rada Wydziału Zootechnicznego Akademii Rolniczej w Lublinie nadała mu stopień naukowy doktora habilitowanego nauk rolniczych w dyscyplinie "zootechnika" na podstawie rozprawy habilitacyjnej pt. Badania porównawcze tempa wzrostu oraz wpływu kojarzenia międzyrodowego kaczek rasy pekin na masę ciała, budowę i wartość rzeźną mieszańców oraz bardzo bogatego dorobku naukowego. Tytuł profesora uzyskał w 1999, natomiast od 1 listopada 2001 pracował w Akademii Podlaskiej na stanowisku profesora zwyczajnego.
Prowadził badania nad następującymi zagadnieniami:
- wyjaśnienie praw rządzących wzrostem różnych cech użytkowych u kaczek,
- prace nad wpływem krzyżowania kaczek na wartość cech użytkowych mieszańców,
- optymalizacja żywienia różnych gatunków drobiu (kaczki brojlery, kaczki piżmowe, mieszańce kaczek piżmowych i kaczek rasy pekin, gęsi rzeźne oraz kurczęta brojlery),
- poprawa technologii chowu drobiu.

Jest autorem lub współautorem około 300 prac, w tym 121 oryginalnych opublikowanych prac twórczych.